# Ophthalmis admiralia
Ophthalmis admiralia là một loài bướm đêm trong họ Noctuidae.